# 靖安县
靖安县位于江西省西北部，隶属于宜春市、位於宜春市北部，東鄰安義縣，南界奉新縣，西毗修水縣，北接武寧縣，東北連永修縣，縣人民政府駐雙溪鎮。

## 历史沿革
南唐升元元年（937年）建县,隶属洪州（后改为南昌府）。宋、元、明、清如故。民国时期，或直属于省，或隶属浔阳道和第二、第一、第十、第九行政区。1949年中共刚占领靖安时属九江分区,同年9月划归南昌分区（后改为专区）,1959年1月起, 隶属宜春专区（后改为地区）。2000年8月宜春撤地设市，仍辖靖安。

## 地理
与安义县、奉新县、修水县、武宁县、永修县相邻。
境内主要为山地。

## 交通
昌铜高速贯通后，县城距离江西省会南昌市区36公里，距昌北机场50公里。
- 353国道过境。

## 行政区划
靖安县下辖5个镇、6个乡：
双溪镇、仁首镇、宝峰镇、高湖镇、璪都镇、官庄镇、香田乡、水口乡、中源乡、三爪仑乡、雷公尖乡和靖安县工业园区。

## 人口
根據第七次人口普查數據，截至2020年11月1日零時，靖安縣常住人口為121800人。

## 名胜
- 三爪仑国家森林公园：国家示范森林公园之一。
- 宝峰寺：建于唐天宝年间，是唐代高僧、佛教禅宗马祖道一的圆寂之地，其舍利子就珍藏在寺后马祖塔亭深处。是省级重点文物保护单位。从二十世纪九十年代起，一诚法师（现任中国佛教协会主席）任宝峰寺方丈。
- 况钟园林：靖安是古代三大青天之一况钟故里，况钟任苏州太守十三年，为官清廉，孜孜爱民，政绩空前绝后。此园林为纪念况钟而修建，内有况钟墓、清风亭、况钟铜像。
- 东周古墓博物馆：被誉为2007年中国十大考古发现之一的东周古墓，改写了中国纺织史，大型群棺墓葬，极为罕见。墓主人身份至今未明，中央电视台多次拍摄专题专介绍，现有免费开放博物馆供游客观摩。

## 特产
靖安椪柑、靖安白茶：中国地理标志产品。